# تايوحرت
تايوحرت (مصرية قديمة:تي-وي-حرت) كانت امرأة نبيلة من مصر القديمة عاشت خلال الأسرة الحادية والعشرين أثناء العصر الانتقالي الثالث. 

## عائلة
لا يُعرف سوى القليل عن تايوحرت، حيث أنها كانت رئيسة حريم آمون رع، ويُعتقد أنها كانت زوجة رئيس كهنة آمون، على الأرجح ماساهارتا. ويُعتقد أن استيماخبت هي طفلتهما، ولكن هناك أيضًا احتمال أن تكون توادجتر، مغنية آمون، هي ابنتهما حيث تمت الإشارة إليها على أنها ابنة تايوحرت.

## مومياء
أعيد دفن تايوهرت في مقبرة 320، حيث تم العثور على تابوتها وموميائها. كانت عملية مومياء تايوهرت سيئة. وقد تسببت مادة الحشو المستخدمة خلال العملية في تشويه وجهها، وخاصة خديها. تم وضع واقي من الشمع على أنفها في محاولة لمنع المزيد من التشوه أثناء مرحلة التغليف. بالإضافة إلى ذلك، تم استخدام الشمع لملء الفجوة بين شفتيها. يُذكر أن طبقة شمعية تغطي إحدى العينين، بينما يتم زرع عين حجرية صناعية في الأخرى. بالإضافة إلى ذلك، قام جرافتون إليوت سميث بفحص ودراسة المومياء، وتوثيقها في كتابه المومياوات الملكية. تم استخدام الأشعة المقطعية لفحص مومياء تايوهرت، مع التركيز على تحديد جودة وتقنية عملية مومياءها.